# Psaliodes potina
Psaliodes potina là một loài bướm đêm trong họ Geometridae.